# Zjawisko Uhthoffa
Zjawisko Uhthoffa (ang. Uhthoff's phenomenon, Uhthoff's sign) – przejściowe zaburzenia widzenia występujące u pacjentów ze stwardnieniem rozsianym, występujące przy wysiłku fizycznym i wzroście temperatury ciała, a także bez wysiłku, np. przy gorącej kąpieli. Opisane po raz pierwszy przez niemieckiego okulistę Wilhelma Uhthoffa w 1890 roku u pacjentów z zapaleniem nerwu wzrokowego w przebiegu stwardnienia rozsianego. Może również występować przy ucisku nerwu wzrokowego.